# 维尔希奥米尔·埃纳尔松
维尔希奥米尔·埃纳尔松（1934年6月5日—2019年12月28日），冰岛男子田径运动员。他曾代表冰岛参加1956年和1960年夏季奥林匹克运动会田径比赛，其中1956年奥运会获得一枚银牌。